# 남자 (여자)

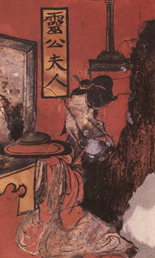

남자(南子)는 춘추시대 위 영공의 아내이다. 공자가 남자를 만나고 온 소위 “자견남자”의 일화로 유명하다. 《논어》 〈옹야편〉에 그 이야기가 실려 있다.
영공이 늙고 방탕하여 정사에 관심을 쏟지 않자 아내인 남자가 정사를 대신 처리하게 되었는데, 남자 역시 그다지 좋은 정치를 하지 않았고 음란하다고 악명이 높았다. 공자가 후원자를 찾기 위해 천하를 주유하던 도중 위나라에서 남자를 만나러 가자 자로가 이를 못마땅해했다. 공자는 맹세하며 “(남자를 만나러 가서) 무슨 일이 있었다면 하늘이 나를 버릴 것이다”라고 변명했다.